# Liste der Wappen in der Region Trentino-Südtirol
Die Liste der Wappen in der Region Trentino-Südtirol zeigt die Wappen der Provinzen der Region Trentino-Südtirol in der Republik Italien. In dieser Liste sind die Wappen jeweils mit einem Link auf den Artikel über die Provinz und mit einem Link auf die Liste der Wappen der Orte in dieser Provinz angezeigt.

## Wappen der Region Trentino-Südtirol

Wappen der Region Trentino-Südtirol
Flagge der Region Trentino-Südtirol
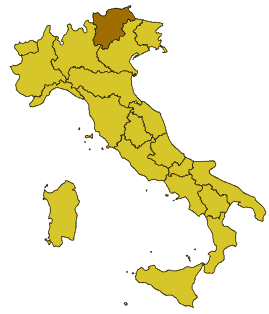
Lage der Region Trentino-Südtirol
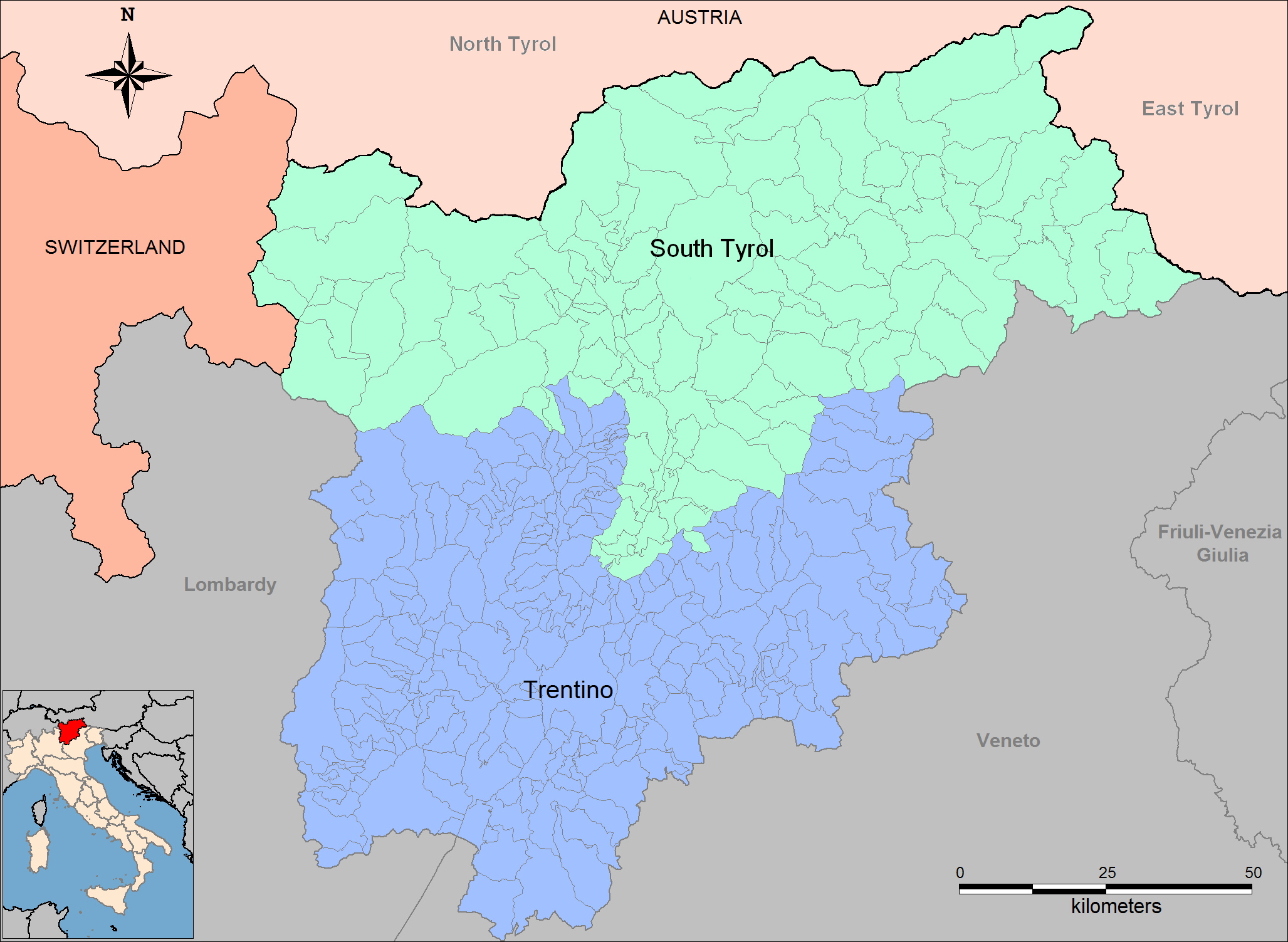
Lage der Provinzen in der Region Trentino-Südtirol

## Wappen der Provinzen der Region Trentino-Südtirol

Autonome Provinz Bozen – Südtirol (Wappen der Bezirksgemeinschaften und Städte)
Autonome Provinz Trient (Wappen der Orte A–L) (Wappen der Orte M–Z)